# Gerard Sweetman
Hugh Gerard Sweetman (20 juin 1908-28 janvier 1970) est un homme politique irlandais du Fine Gael qui est ministre des Finances de 1954 à 1957. Il est Teachta Dála (TD) pour la circonscription de Kildare de 1948 à 1970. Il est sénateur du Panel agricole de 1943 à 1948.

## Famille et enfance
Hugh Gerard Sweetman est né le 20 juin 1908. Son père, James Sweetman, est avocat en exercice, et le rapport de la famille pour le recensement de 1911 montre qu'ils emploient trois domestiques dans leur maison de Lower Baggot Street. Sa mère Agnès est la fille de George Fottrell de North Great George's Street, Dublin. Ses frères, Séamus, George et Denis, servent pendant la Seconde Guerre mondiale ; Denis est tué le 23 mai 1940 à Boulogne et Séamus reçoit un MBE en 1945.
Le frère de James, Roger Sweetman, est élu au Premier Dáil représentant Wexford North et est l'un des premiers députés à appeler publiquement à un règlement négocié de la guerre d'indépendance irlandaise.
Il fait ses études à la Downside School en Angleterre. Il termine ses études au Trinity College de Dublin et a obtenu son diplôme d'avocat en 1930.

## Début de carrière politique
Le premier contact de Sweetman avec la politique est son implication dans les Chemises bleues : il est membre de la Ligue de la jeunesse et est élu au conseil national des Chemises bleues en août 1935. Alors que les Blueshirts se déclinent, Sweetman intègre le Fine Gael nouvellement formé. Trois semaines après son 29e anniversaire, Sweetman se présente aux élections générales de 1937 dans la circonscription à quatre sièges de Carlow – Kildare. Sur 7 candidats, Sweetman arrive sixième avec 8,5% des voix.
Il ne se présente pas aux élections générales de 1938, mais se présente à nouveau en 1943 mais échoue. Il obtient un siège au Seanad dans les semaines qui suivent et reste à la chambre haute jusqu'aux élections de 1944, jusqu'à ce que finalement, avec la création d'une circonscription distincte de Kildare, il remporte un siège au Dáil aux élections générales de 1948.
Les élections générales de 1948 amènent au premier gouvernement multipartite dirigé par le Taoiseach John A. Costello. Cette coalition est un rassemblement de tous les bords politiques, sauf le Fianna-Fáil, et le nouveau député de Kildare reste à l'arrière-ban jusqu'à la chute du gouvernement en 1951.
Un deuxième gouvernement interpartis prend ses fonctions en juin 1954, Sweetman est promu ministre des Finances.
Dans la critique du professeur Tom Garvin sur les « Nouvelles d'une nouvelle république » des années 1950, il est salué comme un modernisateur et Garvin le place dans un groupe multipartite comprenant Daniel Morrissey du Fine Gael et William Norton du Parti travailliste ainsi que Seán Lemass du Fianna Fáil qui poussait un programme de modernisation
Sweetman est également membre du conseil du comté de Kildare, dont un mandat de président du conseil à la fin des années 1940.

## Carrière ministérielle
Il hérite d’une économie nationale en crise. Le chômage s'élève à 421 000 chomeurs plus de 100 000 personnes ont quitté l’agriculture au cours des 8 années précédentes. Le pays connait un niveau d'émigration jamais vu depuis la famine.
Sweetman diffère dans sa pensée des politiques protectionnistes adoptées par Éamon de Valera depuis les années 1930. Plutôt que de se concentrer sur une Irlande autosuffisante, Sweetman adopte des politiques pour faire de l’Irlande un exportateur net.
Dans son premier budget en 1955, il introduit un système prévoyant une exonération fiscale pour les marchandises exportées. Il crée également le programme Prize Bonds comme moyen de réduire la dette nationale. Cette dette est préoccupante au milieu des années 1950. Deux émissions obligataires majeures sont placées pendant le mandat de Sweetman, pour 20 millions de livres sterling et 12 millions de livres sterling. Il s’agit de sommes importantes à une époque.
Cependant, la plus grande initiative de Sweetman en tant que ministre est la nomination d'un jeune homme talentueux et visionnaire. Le 30 mai 1956, il nomme un fonctionnaire de 39 ans nommé Ken Whitaker au poste de secrétaire général du ministère des Finances. Il s'agit d'une mesure révolutionnaire, car elle ne suit pas la convention de promotion basée sur la durée de service. Le temps passé par Whitaker au département est considéré comme déterminant dans le développement économique du pays, et un concours RTÉ de 2001 l'a nommé « Irlandais du 20e siècle ». Whitaker reste en poste sous le gouvernement du Fianna Fáil élu en 1957, et son « Premier programme d'expansion économique » publié en 1958 jette les bases de la croissance économique dans les années 1960.

## Fin de carrière
Pour Sweetman, cette brève période de gouvernement ne devait pas se répéter et il reste dans l'opposition pour le reste de sa carrière.
Au cours des années 1960, le Fine Gael lui-même connait une transformation majeure. La décennie commence avec un nouveau chef, James Dillon, et une attention renouvelée à rendre le parti pertinent.
Cette révolution interne culmine avec le document « Société juste » produit par Declan Costello. La saveur nettement sociale-démocrate du document est en contradiction totale avec les vues profondément conservatrices de Sweetman. Cependant, le soutien de Liam Cosgrave et de Garret FitzGerald permet que le document soit adopté comme manifeste du parti pour les élections générales de 1965.
Lors de sa dernière élection, en juin 1969, Sweetman est de nouveau réélu au Dáil pour un septième mandat consécutif. L'élection ne laisse qu'une poignée de sièges entre le Fianna Fáil et l'opposition.

## Décès
Il est connu pour son style de conduite à grande vitesse. le 28 janvier 1970, alors qu'il revient d'une réunion d'affaires sur le continent, il se rend de Silvermines à Tipperary pour une autre réunion d'affaires, et c'est lors du voyage de retour qu'il perd le contrôle de son véhicule près de Monasterevin, dans le comté de Kildare et est décédé.